# Šibovac
Šibovac – wieś w Chorwacji, w żupanii bielowarsko-bilogorskiej, w gminie Sirač. W 2021 roku liczyła 182 mieszkańców.